# Grassofòbia
La grassofòbia és una actitud i comportament hostil, de menyspreu i exclusió d’una persona o col·lectiu perquè tenen un pes per damunt d’uns determinats paràmetres mèdics o estètics. Després del gènere, l'edat i el fenotip, el pes és el criteri que més discriminació produeix. És una de les formes de control del cos de la nostra societat contemporània, a partir d’uns models de bellesa que situen com a l’ideal o cos normatiu estar prim. Es tracta d’una modalitat de violència estètica. És una opressió estructural que provoca rebuig, prejudicis i discriminació envers les persones grasses. És conseqüència de la mitificació dels cossos prims, així com de discursos que estigmatitzen els cossos grassos. La grassofòbia presumeix que el propi pes es pot controlar i culpabilitza les persones grasses pel seu cos.
La biomedicina moderna contribueix a la grassofòbia en considerar els cossos amb un índex de massa corporal superior a 25 com a desviats o malalts i necessitats d'actuació externa. La grassofòbia s'exerceix culturalment a través d'estereotips que vinculen les persones grasses amb la mandra, brutícia i deixadesa, també amb la no desitjabilitat dels cossos grassos. La discriminació social i institucional exclou de drets com la salut i el treball, i genera assetjament, agressions i exclusions de les relacions sexo-afectives.
Des de la dècada del 1990 en endavant s'han establert escales i enquestes model per comparar i determinar els estereotips negatius i les actituds de prejudici entre diferents grups sota estudi. La grassofòbia s'ha vinculat al prejudici racial i a la discriminació de gènere.
Per bé que el mot "gord" és normatiu en català, l'únic neologisme reconegut pel TERMCAT d'aquesta discriminació és grassofòbia.